# Internationale Filmfestspiele Berlin 2017

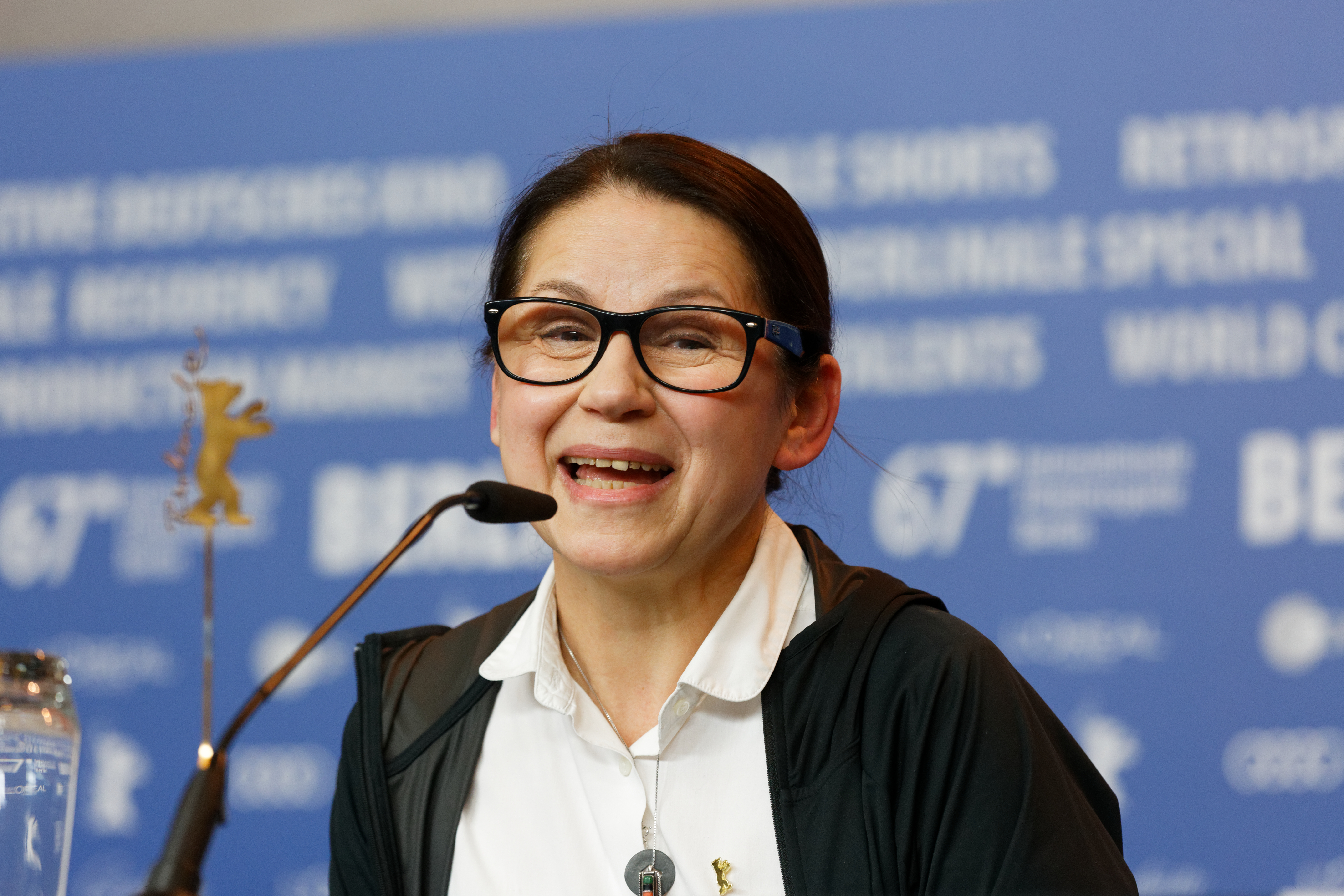
Ildikó Enyedi auf der Berlinale-Pressekonferenz zu ihrem späteren Gewinnerfilm Testről és lélekről (englischsprachiger Festivaltitel: On Body and Soul)

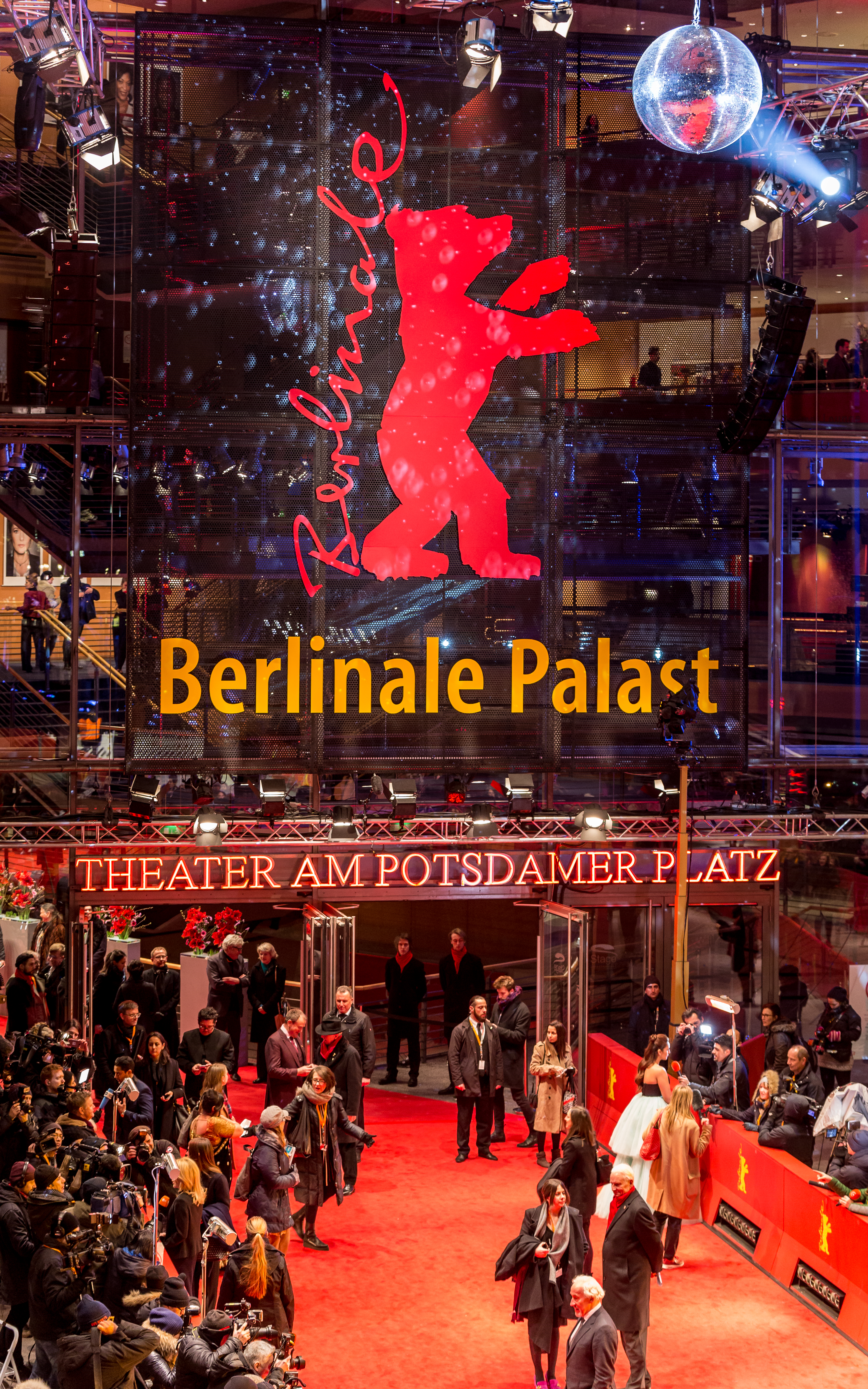
Der Berlinale Palast während der Berlinale 2017

Die 67. Internationalen Filmfestspiele Berlin (Berlinale) fanden vom 9. bis 19. Februar 2017 statt. Sie standen zum 16. Mal unter der Leitung von Dieter Kosslick. Das Filmland Mexiko stand im Fokus, das als Partnerland des European Film Market (EFM) und auch mit Beiträgen in den verschiedenen Sektionen des Festivals vertreten war. Mit dem Goldenen Bären, dem Hauptpreis des Festivals, wurde der ungarische Beitrag Testről és lélekről (deutscher Titel: Körper und Seele) von Ildikó Enyedi ausgezeichnet.
In den offiziellen Sektionen, darunter der Internationale Wettbewerb um den Goldenen Bären unter Leitung von Paul Verhoeven, waren ab Dezember 2016 erste Filmbeiträge bekanntgegeben worden. Eröffnet wurde das Festival mit Étienne Comars Regiedebüt Django – Ein Leben für die Musik über Django Reinhardt. Das endgültige Programm wurde offiziell am 31. Januar 2017 vorgestellt. Elf Tage lang wurden ca. 400 Filme aus aller Welt gezeigt. Spielstätten des Wettbewerbs waren u. a. das Theater am Potsdamer Platz („Berlinale Palast“) sowie die Kinos CinemaxX, Kino International, das Haus der Berliner Festspiele und der Friedrichstadtpalast.
Der italienischen Kostümdesignerin Milena Canonero wurde mit dem Goldenen Ehrenbären und einer Hommage aus zehn Filmen geehrt. Die Berlinale Kamera wurde an die Produzentin und Verleiherin Nansun Shi (Hongkong, VR China), den Schauspieler Geoffrey Rush (Australien), und den Filmkritiker und Autor Samir Farid (Ägypten) verliehen.
Neuerungen 2017 waren die Einführungen eines dotierten Dokumentarfilmpreises und des ebenfalls für Dokumentarfilme vorgesehenen „Kompagnon“-Förderpreises.

## Offizielle Sektionen

### Internationaler Wettbewerb

#### Internationale Jury

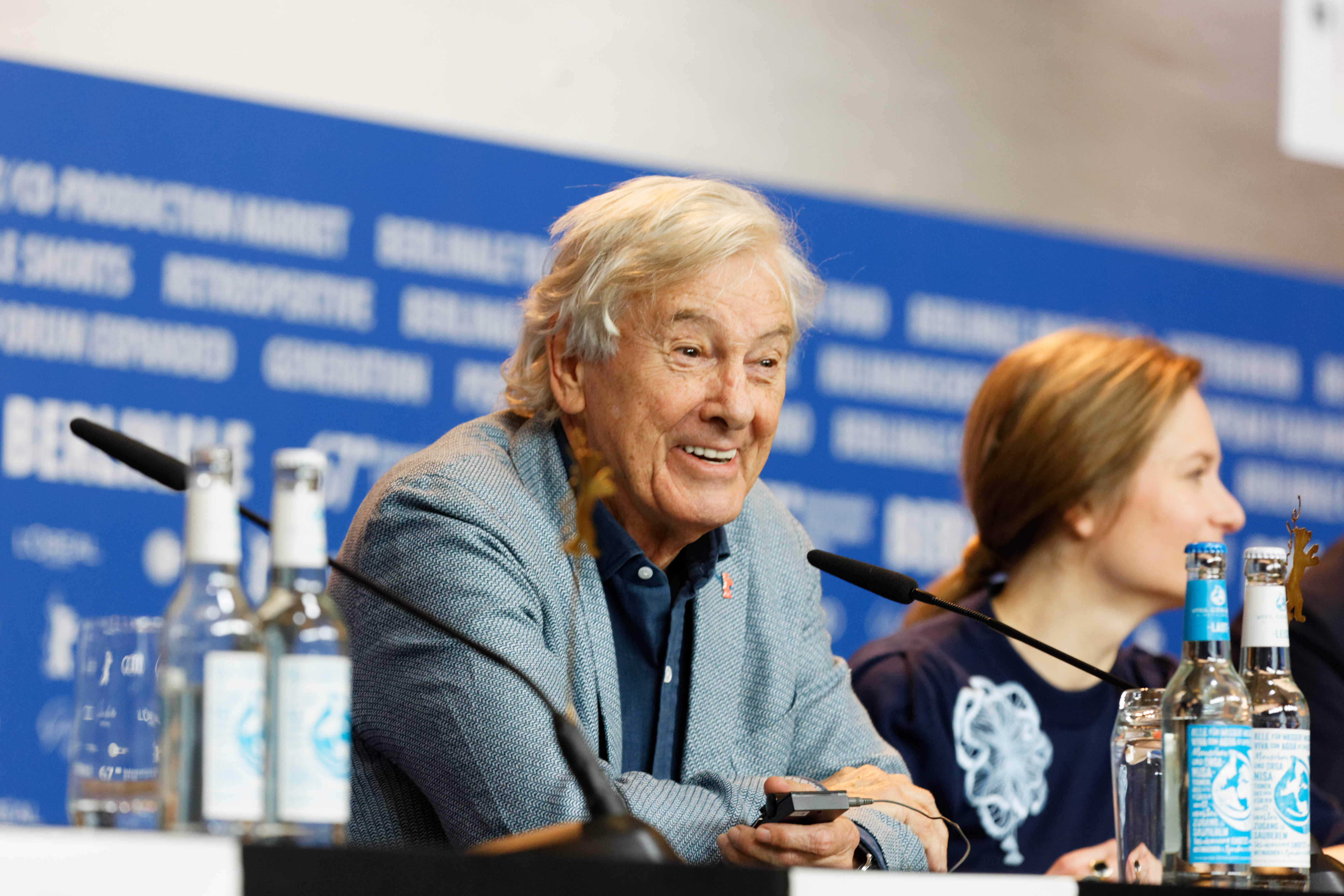
Paul Verhoeven bei der Berlinale 2017

Als Jury-Präsident der Berlinale 2017 wurde im Dezember 2016 Paul Verhoeven präsentiert, der sich nach zehnjähriger Leinwandabstinenz mit der französischsprachigen Kinoproduktion Elle als Filmregisseur zurückgemeldet hatte. Verhoeven gilt als der erfolgreichste Regisseur der Niederlande und gehört zu den wichtigsten, aber auch umstrittensten Hollywood-Filmemachern. Seine Werke stellen eine „Gratwanderung zwischen künstlerischem Anspruch und Sex, gemischt mit plakativen komödiantischen oder gewalttätigen Effekten“ dar und kein anderer Regisseur legte sich so häufig mit der Zensur an wie er.
Verhoeven war niemals mit einem Film im Wettbewerb der Berlinale vertreten. Seine Hollywood-Produktion RoboCop (1987) wurde im Jahr 2000 in die Retrospektive der 50. Berlinale aufgenommen, während Verhoeven selbst 2013 beim  Berlinale Talent Campus auf dem Panel „Follow Your Instincts: Filmmaking According to Paul Verhoeven“ anwesend war und seine Arbeitsweise und Sicht auf die US-amerikanische und europäische Produktionslandschaft vorstellte. Berlinale-Direktor Dieter Kosslick hob Verhoevens „kreative, vielfältige Verwegenheit und […] Experimentierwillen“ sowie seine Arbeit in den unterschiedlichsten Genres in Europa und den Vereinigten Staaten hervor.
Dem Jury-Präsidenten standen bei der Vergabe der Preise mehrere Jurymitglieder zur Seite, die bei der offiziellen Vorstellung des Programms am 31. Januar 2017 benannt wurden:

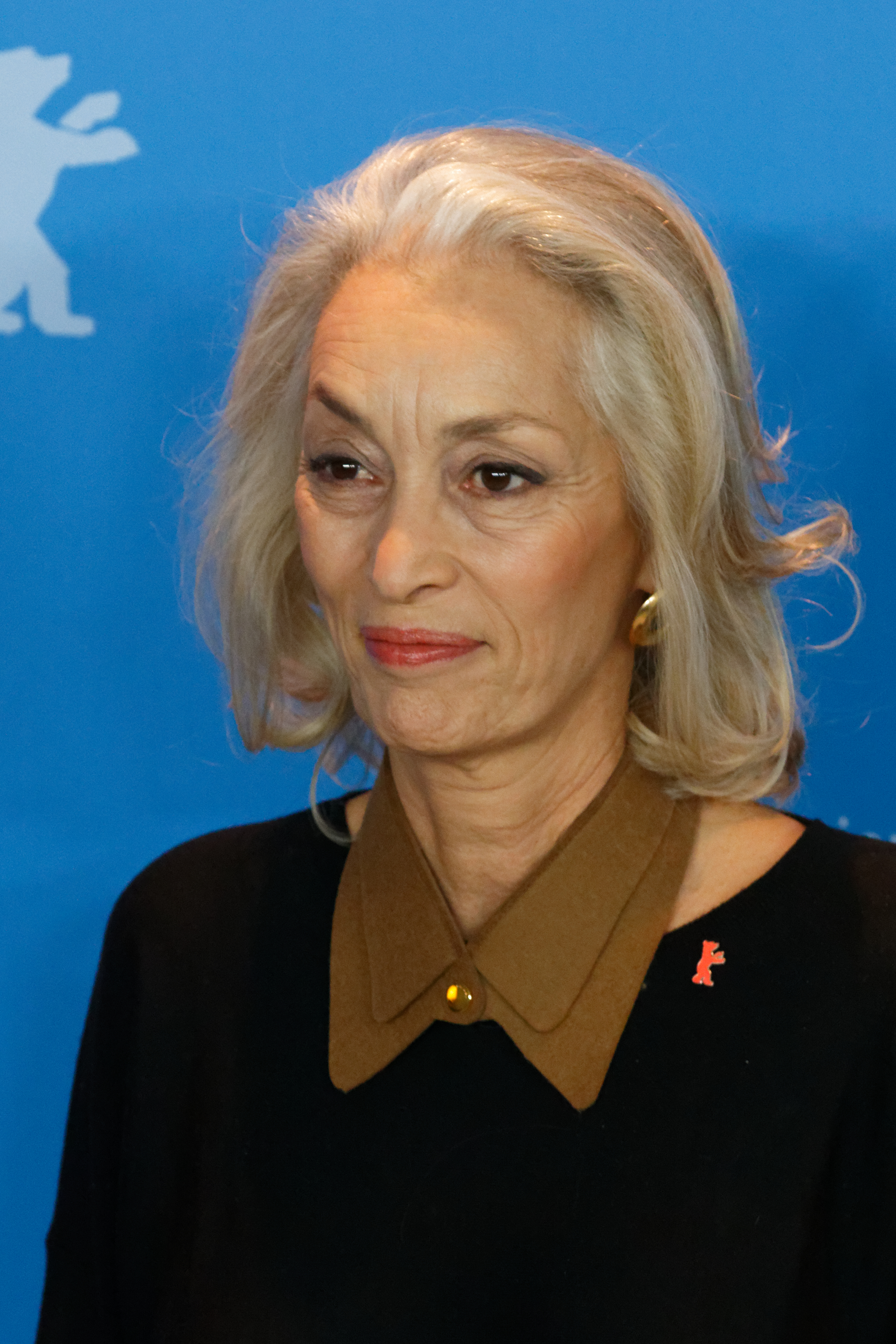
Dora Bouchoucha, tunesische Filmproduzentin
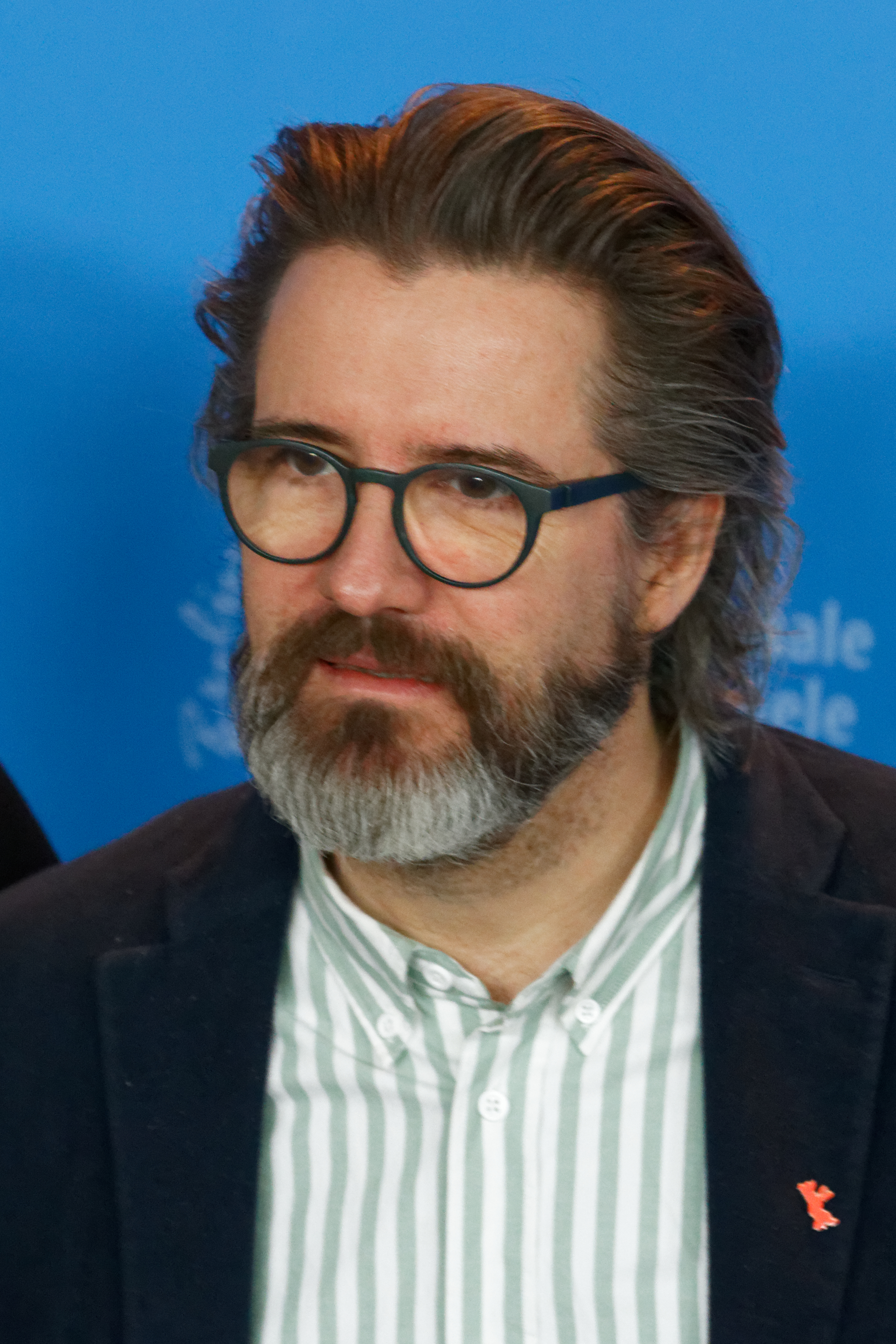
Ólafur Elíasson, isländischer Künstler
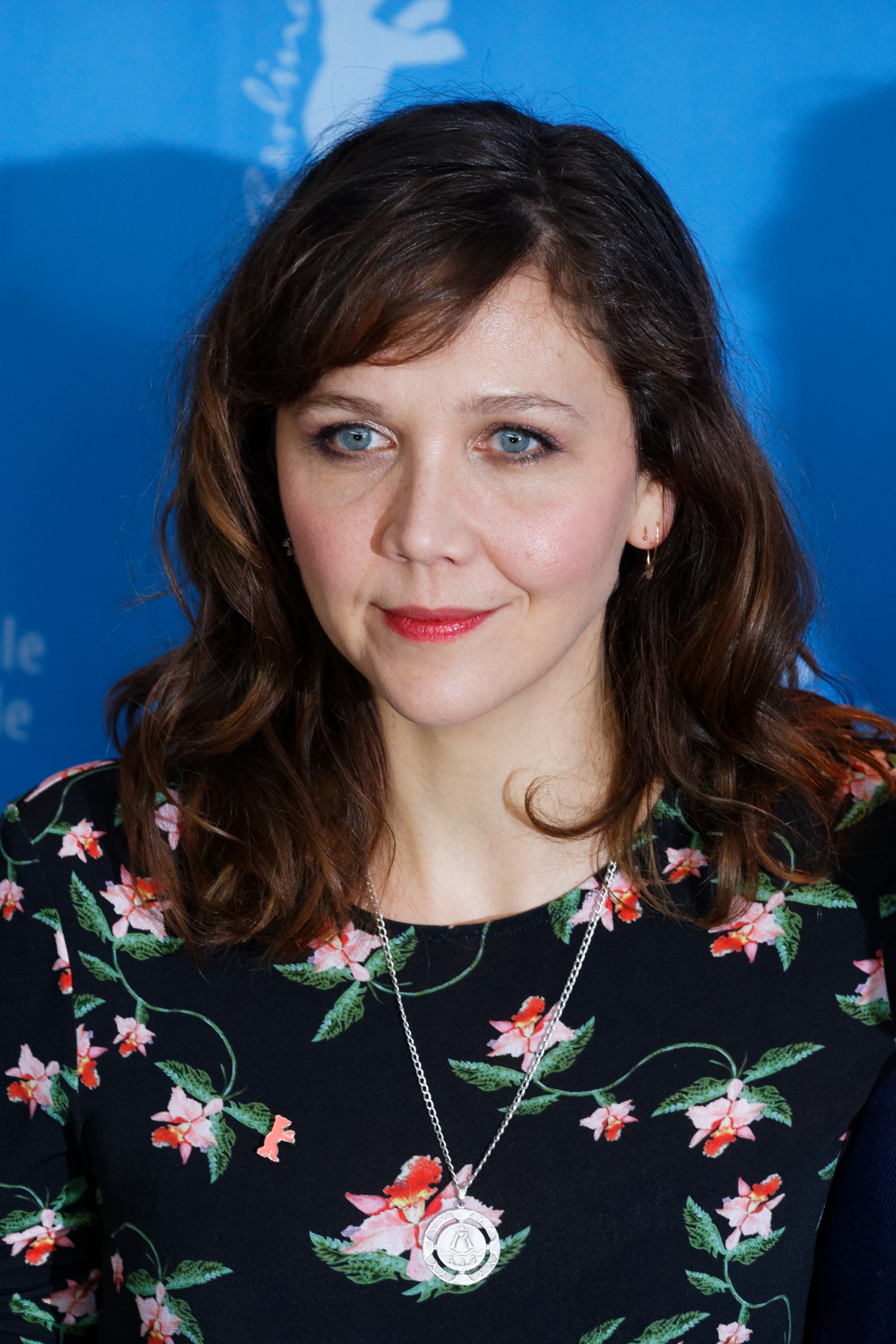
Maggie Gyllenhaal, US-amerikanische Schauspielerin
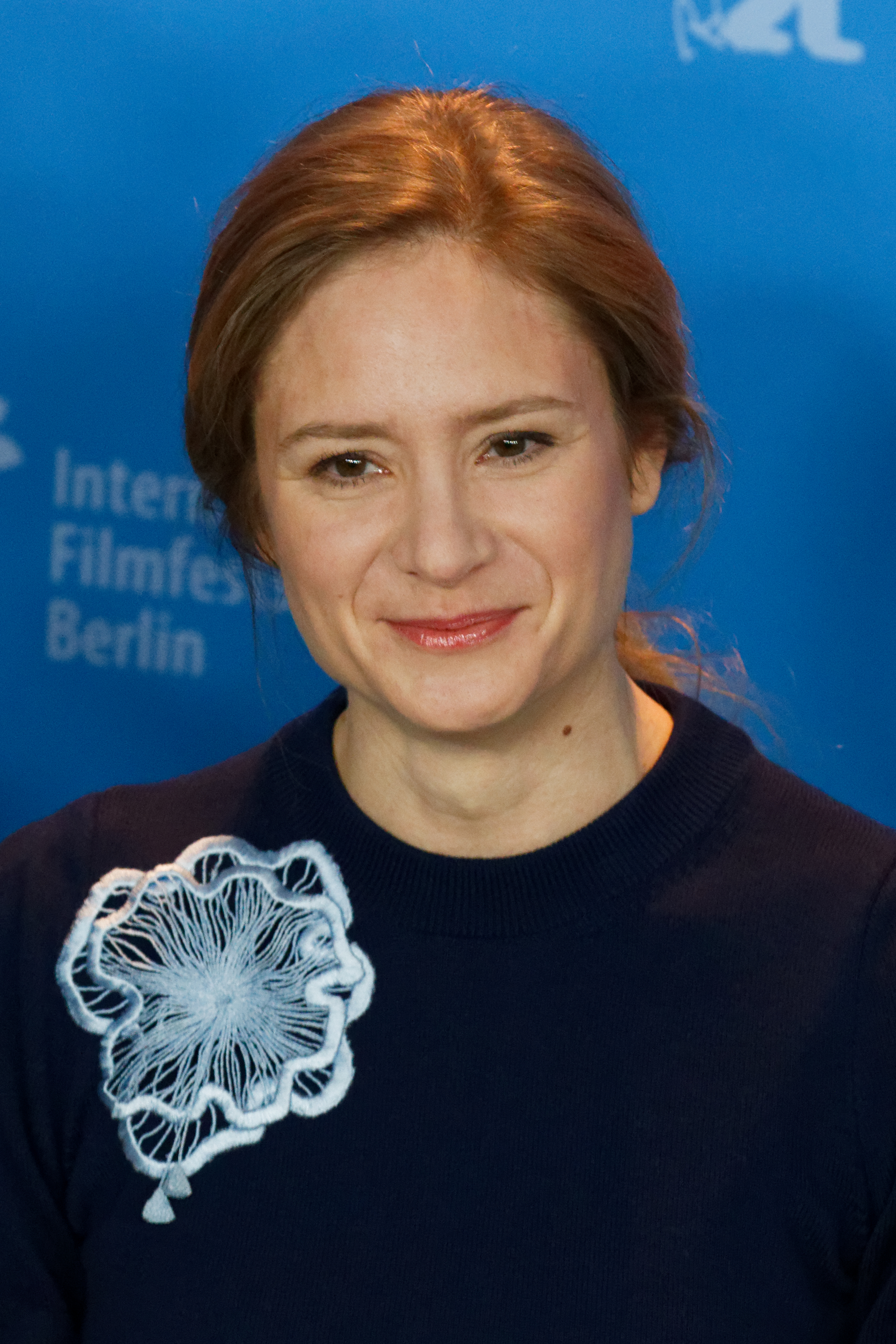
Julia Jentsch, deutsche Schauspielerin (Darstellerpreis 2005)
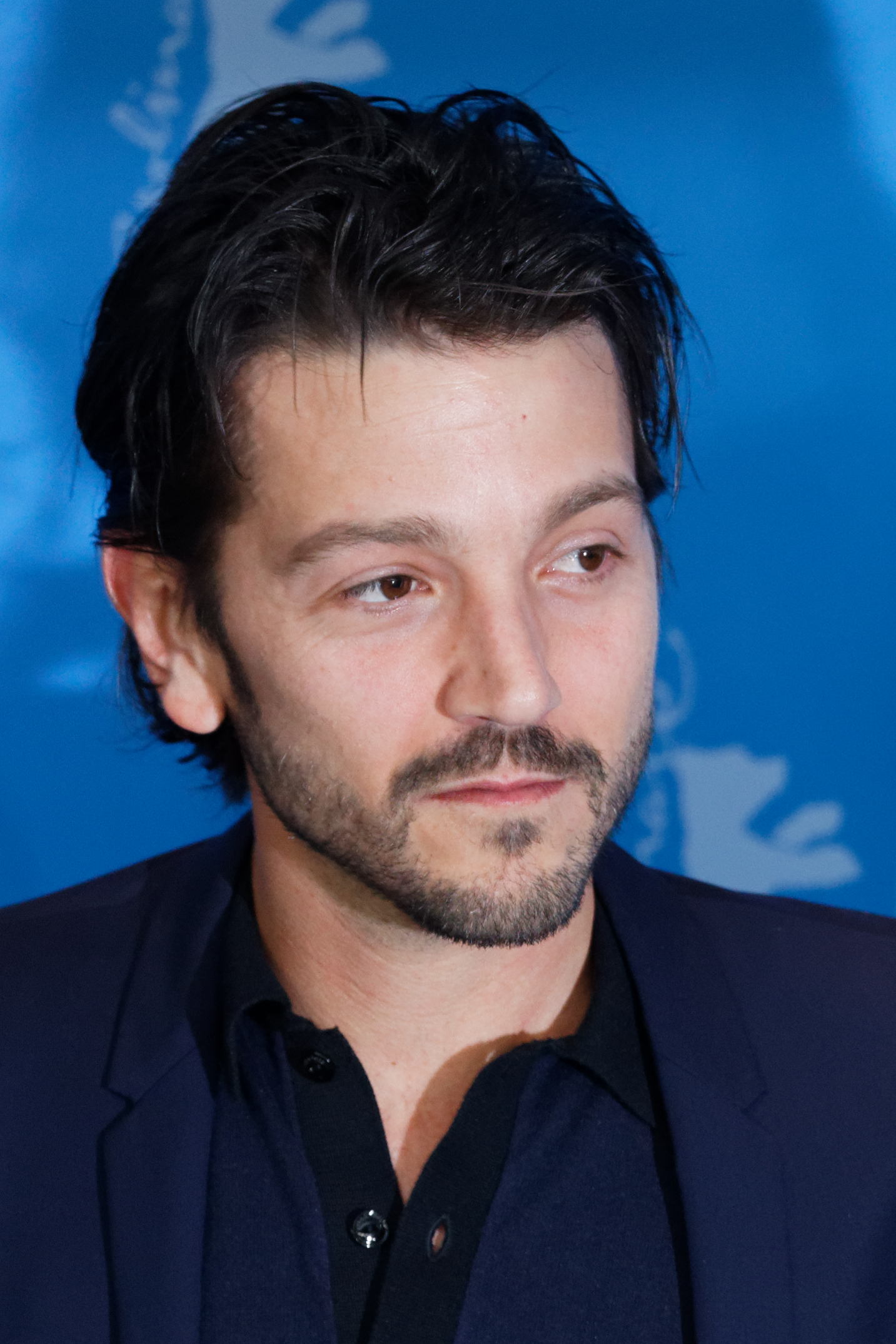
Diego Luna, mexikanischer Schauspieler und Regisseur
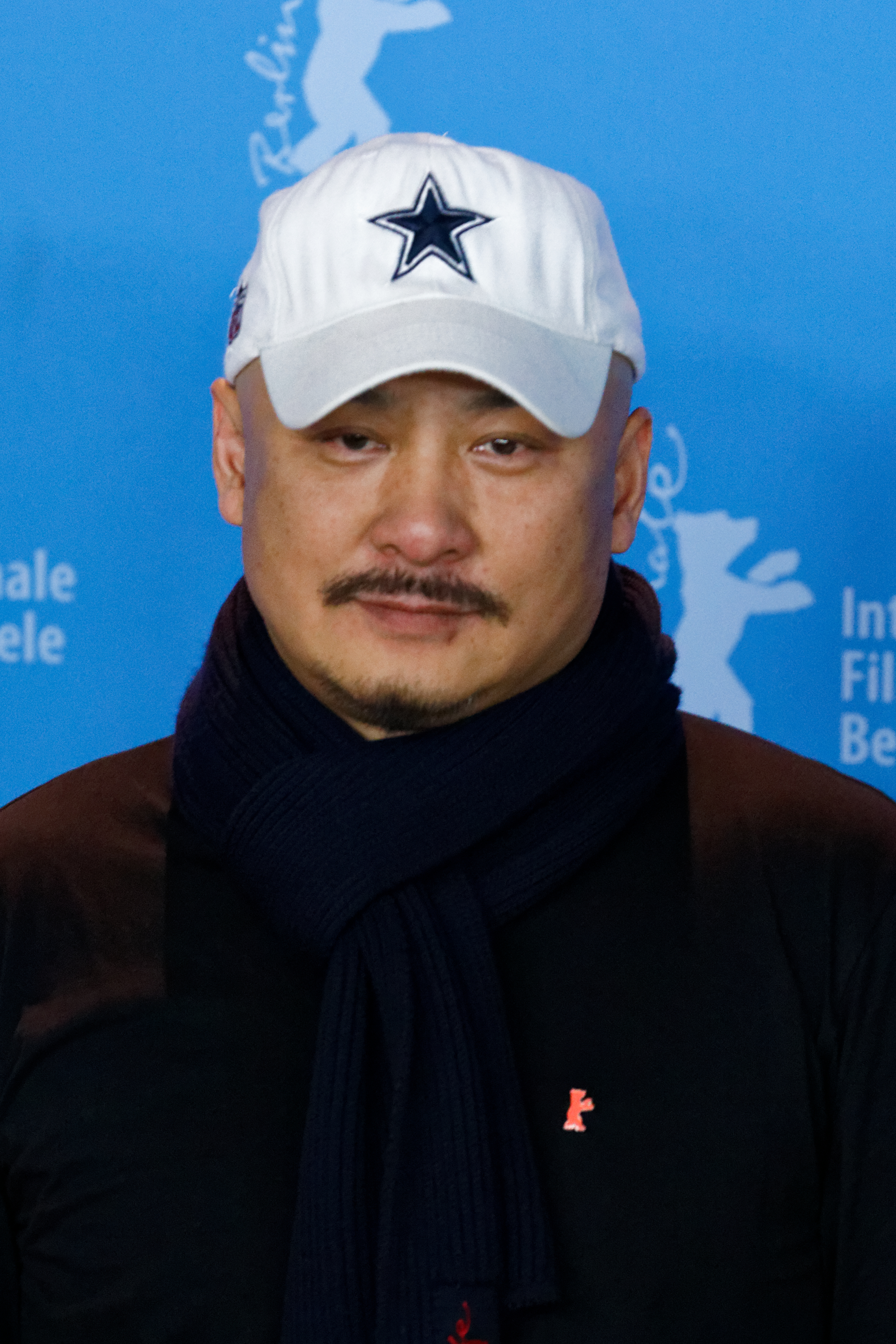
Wang Quan’an, chinesischer Regisseur und Drehbuchautor (Goldener Bär 2007, Drehbuchpreis 2010)

#### Filme
Die 18 Filme für den Wettbewerb um den Goldenen Bären wurden am 15. Dezember 2016, 4. Januar, 10. Januar, und 20. Januar 2017 bekanntgegeben.
| Film                                                                          | Regie              | Land                                                                      | Darsteller (Auswahl)                                                                                              |
| ----------------------------------------------------------------------------- | ------------------ | ------------------------------------------------------------------------- | --- |
| Ana, mon amour                                                                | Călin Peter Netzer | Rumänien, Deutschland, Frankreich                                         | Mircea Postelnicu, Diana Cavallioti, Carmen Tănase, Adrian Titieni, Vlad Ivanov                                   |
| Die andere Seite der Hoffnung (Toivon tuolla puolen / The Other Side of Hope) | Aki Kaurismäki     | Finnland                                                                  | Sakari Kuosmanen, Sherwan Haji                                                                                    |
| Beuys                                                                         | Andres Veiel       | Deutschland                                                               | Dokumentarfilm |
| Colo                                                                          | Teresa Villaverde  | Portugal, Frankreich                                                      | João Pedro Vaz, Alice Albergaria Borges, Beatriz Batarda, Clara Jost                                              |
| The Dinner                                                                    | Oren Moverman      | USA                                                                       | Richard Gere, Laura Linney, Steve Coogan, Rebecca Hall, Chloë Sevigny                                             |
| Django – Ein Leben für die Musik (Django)                                     | Étienne Comar      | Frankreich                                                                | Reda Kateb, Cécile de France, Bea Palya, Alex Brendemühl                                                          |
| Eine fantastische Frau (Una mujer fantástica / A Fantastic Woman)             | Sebastián Lelio    | Chile, Deutschland, USA, Spanien                                          | Daniela Vega, Francisco Reyes, Luis Gnecco, Aline Küppenheim, Amparo Noguera                                      |
| Félicité                                                                      | Alain Gomis        | Frankreich, Senegal, Belgien, Deutschland, Libanon                        | Véro Tshanda Beya Mputu, Gaetan Claudia, Papi Mpaka                                                               |
| Have a Nice Day (Hao ji le)                                                   | Liu Jian           | Volksrepublik China                                                       | Animationsfilm |
| Helle Nächte (Bright Nights)                                                  | Thomas Arslan      | Deutschland, Norwegen                                                     | Georg Friedrich, Tristan Göbel, Marie Leuenberger, Hanna Karlberg                                                 |
| Joaquim                                                                       | Marcelo Gomes      | Brasilien, Portugal                                                       | Julio Machado, Isabél Zuaa, Nuno Lopes, Rômulo Braga, Welket Bungué, Karay Rya Pua                                |
| Körper und Seele (Testről és lélekről / On Body and Soul)                     | Ildikó Enyedi      | Ungarn                                                                    | Géza Morcsányi, Alexandra Borbély, Zoltán Schneider                                                               |
| Mr. Long                                                                      | Sabu               | Japan, Deutschland, Hongkong, China, Taiwan                               | Chang Chen, Shō Aoyagi, Yao Yiti, Bai Run-yin                                                                     |
| On the Beach at Night Alone (Bamui haebyun-eoseo honja)                       | Hong Sang-soo      | Südkorea                                                                  | Kim Min-hee, Seo Young-hwa, Jung Jae-young, Moon Sung-keun, Kwon Hae-hyo, Song Seon-mi, Ahn Jae-hong, Park Yea-ju |
| The Party                                                                     | Sally Potter       | Großbritannien                                                            | Patricia Clarkson, Bruno Ganz, Cherry Jones, Emily Mortimer, Cillian Murphy, Kristin Scott Thomas, Timothy Spall  |
| Rückkehr nach Montauk (Return to Montauk)                                     | Volker Schlöndorff | Deutschland, Frankreich, Irland                                           | Stellan Skarsgård, Nina Hoss, Susanne Wolff, Niels Arestrup                                                       |
| Die Spur (Pokot / Spoor)                                                      | Agnieszka Holland  | Polen, Deutschland, Tschechische Republik, Schweden, Slowakische Republik | Agnieszka Mandat, Wiktor Zborowski, Miroslav Krobot, Jakub Gierszał, Patrycja Volny, Borys Szyc                   |
| Wilde Maus (Wild Mouse)                                                       | Josef Hader        | Österreich                                                                | Josef Hader, Pia Hierzegger, Georg Friedrich, Jörg Hartmann, Denis Moschitto                                      |

Außer Konkurrenz
- El Bar – Frühstück mit Leiche (El bar) – Regie: Álex de la Iglesia (Spanien), mit Blanca Suárez, Mario Casas, Carmen Machi, Terele Pávez, Secun de la Rosa, Alejandro Awada, Joaquín Climent, Jaime Ordóñez
- Final Portrait – Regie: Stanley Tucci (Großbritannien/Frankreich), mit Geoffrey Rush, Armie Hammer, Clémence Poésy, Tony Shalhoub, James Faulkner, Sylvie Testud
- Logan – The Wolverine – Regie: James Mangold (USA), mit Hugh Jackman, Patrick Stewart, Dafne Keen, Boyd Holbrook, Stephen Merchant, Doris Morgado, Elizabeth Rodriguez
- Ein Kuss von Béatrice (Sage femme) – Regie: Martin Provost (Frankreich/Belgien), mit Catherine Frot, Catherine Deneuve, Olivier Gourmet
- T2 Trainspotting – Regie: Danny Boyle (Großbritannien), mit Ewan McGregor, Robert Carlyle, Jonny Lee Miller, Ewen Bremner
- Der Stern von Indien (Viceroy’s House) – Regie: Gurinder Chadha (Indien, Großbritannien), mit Hugh Bonneville, Gillian Anderson, Manish Dayal, Huma Qureshi

### Berlinale Shorts
In der Reihe Berlinale Shorts werden Spiel-, Dokumentar-, Experimental- und Animationsfilme mit einer Maximallänge von 30 Minuten (inkl. Abspann) gezeigt. Internationale Beiträge dürfen vor der Berlinale-Aufführung noch nicht außerhalb ihres Entstehungslandes gezeigt worden sein. Kuratorin der Berlinale Shorts ist seit 2007 die freie Autorin und Filmregisseurin Maike Mia Höhne, die das Programm 2017 als „Eine Vorstellung, ein Klischee von etwas und jemandem kann sich nur dann anders gestalten, wenn mein Blick eine neue Perspektive einnimmt.“ sowie als „[…] Einladung zur Neujustierung der eigenen Wahrnehmung“ kommentierte.
2017 gehörten der Internationalen Kurzfilmjury der deutsche Künstler Christian Jankowski, die US-amerikanische Kuratorin, Autorin und Social-Media-Managerin Kimberly Drew und der chilenische Filmfestivalleiter und Produzent Carlos Núñez (Santiago International Film Festival) an. Neben dem Goldenen Bären für den besten Kurzfilm und dem Silbernen Bären vergab die Jury den Audi Short Film Award für den libanesischen Kurzfilm „Street of Death“ und die Nominierung für den Europäischen Kurzfilmpreis 2017 (Berlin Short Film Candidate for the European Film Awards), Die künstlichen Humore (Os Humores Artificiais, Portugal).
Die Beiträge des Kurzfilmwettbewerbs – 23 Filme aus 19 Ländern – wurden am 9. Januar 2017 bekanntgegeben:
| Filmtitel (Verweistitel)                               | Regie                             | Land                             | Laufzeit (in min.) |
| ------------------------------------------------------ | --------------------------------- | -------------------------------- | ------------------ |
| Altas Cidades de Ossadas (Hohe Städte aus Totengebein) | João Salaviza                     | Portugal                         | 19’                |
| Avant l’envol                                          | Laurence Bonvin                   | Schweiz                          | 20’                |
| The Boy from H2 (Der Junge aus H2)                     | Helen Yanovsky                    | Israel, Palästinensische Gebiete | 21’                |
| Call of Cuteness                                       | Brenda Lien                       | Deutschland                      | 4’                 |
| Centauro (Zentaur)                                     | Nicolás Suárez                    | Argentinien                      | 14’                |
| Cidade Pequena (Kleine Stadt)                          | Diogo Costa Amarante              | Portugal                         | 19’                |
| Coup de Grâce (Gnadenschuss)                           | Salomé Lamas                      | Portugal                         | 26’                |
| The Crying Conch                                       | Vincent Toi                       | Kanada                           | 20’                |
| Ensueño en la Pradera (Träumerei in der Prärie)        | Esteban Arrangoiz Julien          | Mexiko                           | 17’                |
| Estás vendo coisas (Du siehst Dinge)                   | Bárbara Wagner, Benjamin de Burca | Brasilien                        | 18’                |
| Everything                                             | David O’Reilly                    | USA, Irland                      | 11’                |
| Le film de l’été (Der Film des Sommers)                | Emmanuel Marre                    | Frankreich, Belgien              | 30’                |
| Fishing Is Not Done On Tuesdays                        | Lukas Marxt, Marcel Odenbach      | Deutschland, Österreich          | 15’                |
| Fuera de Temporada (Außerhalb der Saison)              | Sabrina Campos                    | Argentinien                      | 23’                |
| Hiwa                                                   | Jacqueline Lentzou                | Griechenland                     | 11’                |
| Os Humores Artificiais (Die Künstlichen Humore)        | Gabriel Abrantes                  | Portugal                         | 30’                |
| keep that dream burning                                | Rainer Kohlberger                 | Deutschland, Österreich          | 8’                 |
| Kometen (Der Komet)                                    | Victor Lindgren                   | Schweden                         | 11’                |
| Martin Pleure (Martin weint)                           | Jonathan Vinel                    | Frankreich                       | 16’                |
| Miss Holocaust                                         | Michalina Musielak                | Polen, Deutschland               | 22’                |
| Oh Brother Octopus                                     | Florian Kunert                    | Deutschland                      | 27’                |
| The Rabbit Hunt                                        | Patrick Bresnan                   | USA                              | 12’                |
| Street of Death                                        | Karam Ghossein                    | Libanon, Deutschland             | 23’                |

Außer Konkurrenz
- Monangambeee (15’, 1969) – Regie: Sarah Maldoror (Algerien)

### Panorama
Die Sektion Panorama widmet sich traditionell dem Autorenfilm. Präsentiert werden neuste Werke bekannter Filmemacher, Debütfilme und Neuentdeckungen des Arthouse-Kinos, sowohl Spiel- als auch Dokumentarfilme („Dokumente“).
Die ersten von insgesamt 51 Filmen aus 43 Ländern (davon 30 Spiel- und 21 Dokumentarfilme) wurden im Dezember 2016 bekanntgegeben und thematisch als „Geschichte der Schwarzen in Nordamerika, Südamerika und Afrika“ bzw. den progressiven Kräften in Europa („Europa Europa“) zugeschrieben. Eröffnet wurde das Sektions-Hauptprogramm mit dem Spielfilm Die Wunde. Komplettiert wurden die Beiträge am 25. Januar 2017.

#### Spielfilme
| Filmtitel (Verweistitel)                               | Regie                  | Land                                                 | Darsteller (Auswahl) |
| ------------------------------------------------------ | ---------------------- | ---------------------------------------------------- | --- |
| 1945                                                   | Ferenc Török           | Ungarn                                               | Péter Rudolf, Bence Tasnádi, Tamás Szabó Kimmel, Dóra Sztarenki, Eszter Nagy-Kálózy                                                    |
| Berlin Syndrom (Berlin Syndrome)                       | Cate Shortland         | Australien                                           | Teresa Palmer, Max Riemelt |
| Bing Lang Xue (The Taste of Betel Nut)                 | Hu Jia                 | Hongkong, VR China                                   | Zhao Bing Rui, Yue Ye, Shen Shi Yu |
| Call Me by Your Name                                   | Luca Guadagnino        | Italien, Frankreich                                  | Armie Hammer, Timothée Chalamet, Michael Stuhlbarg, Amira Casar, Esther Garrel, Victoire Du Bois                                       |
| Ciao Ciao                                              | Song Chuan             | Frankreich, VR China                                 | Liang Xueqin, Zhang Yu |
| Como Nossos Pais (Just Like Our Parents)               | Laís Bodanzky          | Brasilien                                            | Maria Ribeiro, Clarisse Abujamra, Paulo Vilhena, Felipe Rocha, Jorge Mautner, Herson Capri, Sophia Valverde, Annalara Prates           |
| Discreet                                               | Travis Mathews         | USA                                                  | Jonny Mars, Atsuko Okatsuko, Joy Cunningham, Bob Swaffar                                                                               |
| Die Flügel der Menschen (Centaur)                      | Aktan Abdykalykow      | Kirgisistan, Frankreich, Deutschland, Niederlande    | Nuraly Tursunkojoev, Zarema Asanalieva, Aktan Abdykalykow                                                                              |
| Ghost in the Mountains                                 | Yang Heng              | VR China                                             | Tang Shenggang, Liang Yu, Shang Meitong, Xiang Peng, Zhang Yun                                                                         |
| God’s Own Country                                      | Francis Lee            | Großbritannien                                       | Josh O’Connor, Alec Secăreanu, Gemma Jones, Ian Hart                                                                                   |
| Headbang Lullaby                                       | Hicham Lasri           | Marokko, Frankreich, Katar, Libanon                  | Aziz Hattab, Latefa Ahrrare, Zoubir Abou el Fadl, El Jirari Benaissa, Salma Eddlimi, Adil Abatorab                                     |
| Honeygiver Among the Dogs                              | Dechen Roder           | Bhutan                                               | Jamyang Jamtsho Wangchuk, Sonam Tashi Choden                                                                                           |
| Hostages                                               | Rewas Gigineischwili   | Russland, Georgien, Polen                            | Merab Ninidze, Daredschan Charschiladse, Tinatin Dalakischwili, Irakli Kwirikadse                                                      |
| Innen Leben (Insyriated)                               | Philippe Van Leeuw     | Belgien, Frankreich, Libanon                         | Hiam Abbass, Diamand Abou Abboud, Juliette Navis, Mohsen Abbas, Moustapha Al Kar                                                       |
| Karera ga Honki de Amu toki wa (Close-Knit)            | Naoko Ogigami          | Japan                                                | Tōma Ikuta, Rinka Kakihara, Kenta Kiritani                                                                                             |
| Kaygı (Inflame)                                        | Ceylan Özgün Özçelik   | Türkei                                               | Algı Eke, Özgür Çevik |
| The King’s Choice – Angriff auf Norwegen (Kongens Nei) | Erik Poppe             | Norwegen, Schweden, Dänemark, Irland                 | Jesper Christensen, Anders Baasmo Christiansen, Karl Markovics, Tuva Novotny, Katharina Schüttler, Juliane Köhler                      |
| Die Misandristinnen The Misandrists                    | Bruce LaBruce          | Deutschland                                          | Susanne Sachsse, Kembra Pfahler |
| One Thousand Ropes                                     | Tusi Tamasese          | Neuseeland                                           | Uelese Petaia, Frankie Adams, Væle Sima Urale, Ene Petaia, Beulah Koale, Anapela Polataivao                                            |
| Pendular                                               | Julia Murat            | Brasilien, Argentinien, Frankreich                   | Raquel Karro, Rodrigo Bolzan |
| Pieles (Skins)                                         | Eduardo Casanova       | Spanien                                              | Ana María Polvorosa, Candela Peña, Carmen Machi, Macarena Gómez, Secun de la Rosa, Jon Kortajarena, Antonio Duran „Morris“, Eloi Costa |
| Rekvijem za gospodju J. (Requiem for Mrs. J.)          | Bojan Vuletić          | Serbien, Bulgarien, Mazedonien, Russland, Frankreich | Mirjana Karanović, Jovana Gavrilović, Danica Nedeljković, Vučić Perović                                                                |
| Tiger Girl                                             | Jakob Lass             | Deutschland                                          | Ella Rumpf, Maria Dragus |
| Vaya                                                   | Akin Omotoso           | Südafrika                                            | Mncedisi Shabangu, Zimkhitha Nyoka, Nomonde Mbusi, Sihle Xaba, Warren Masemola, Zimkhitha Nyoka, Nomonde Mbusi, Azwile Chamane         |
| Vazante                                                | Daniela Thomas         | Brasilien, Portugal                                  | Adriano Carvalho, Luana Nastas, Juliana Carneiro da Cunha, Sandra Corveloni, Roberto Audio                                             |
| When the Day Had no Name                               | Teona Strugar Mitevska | Mazedonien, Belgien, Slowenien                       | Leon Ristov, Hanis Bagashov, Dragan Mishevski, Stefan Kitanovic, Igorco Postolov, Ivan Vrtev Soptrajanov                               |
| Die Wunde (The Wound)                                  | John Trengove          | Südafrika, Deutschland, Niederlande, Frankreich      | Nakhane Touré, Bongile Mantsai, Niza Jay Ncoyini                                                                                       |

Vorfilm:
- Vênus – Filó a fadinha lésbica (Venus – Filly the Lesbian Little Fairy) – Regie: Sávio Leite (Brasilien)

#### Dokumentarfilme („Dokumente“)
| Filmtitel (Verweistitel)                                              | Regie                           | Land                                  |
| --------------------------------------------------------------------- | ------------------------------- | ------------------------------------- |
| Belinda                                                               | Marie Dumora                    | Frankreich                            |
| Bones of Contention                                                   | Andrea Weiss                    | USA                                   |
| Casting JonBenet                                                      | Kitty Green                     | USA                                   |
| Chavela                                                               | Catherine Gund, Daresha Kyi     | USA                                   |
| Combat au bout de la nuit (Fighting Through the Night)                | Sylvain L’Espérance             | Kanada                                |
| Denk ich an Deutschland in der Nacht (If I Think of Germany at Night) | Romuald Karmakar                | Deutschland                           |
| Dream Boat                                                            | Tristan Ferland Milewski        | Deutschland                           |
| Erase and Forget                                                      | Andrea Luka Zimmerman           | Großbritannien                        |
| Fluidø                                                                | Shu Lea Cheang                  | Deutschland                           |
| Fra balkongen (From the Balcony)                                      | Ole Giæver                      | Norwegen                              |
| Fünf Sterne (Five Stars)                                              | Annekatrin Hendel               | Deutschland                           |
| I Am Not Your Negro                                                   | Raoul Peck                      | Frankreich, USA, Belgien, Schweiz     |
| Geisterjagd (Istiyad Ashbah / Ghost Hunting)                          | Raed Andoni                     | Frankreich, Palästina, Schweiz, Katar |
| Mein wunderbares West-Berlin (My Wonderful West Berlin)               | Jochen Hick                     | Deutschland                           |
| No Intenso Agora (In the Intense Now)                                 | João Moreira Salles             | Brasilien                             |
| El Pacto de Adriana (Adriana’s Pact)                                  | Lissette Orozco                 | Chile                                 |
| Política, manual de instrucciones (Politics, instructions manual)     | Fernando León de Aranoa         | Spanien                               |
| Revolution of Sound. Tangerine Dream                                  | Margarete Kreuzer               | Deutschland                           |
| Ri Chang Dui Hua (Small Talk)                                         | Huang Hui-chen                  | Taiwan                                |
| Strong Island                                                         | Yance Ford                      | USA, Dänemark                         |
| Tahqiq fel djenna (Investigating Paradise)                            | Merzak Allouache                | Frankreich, Algerien                  |
| Tania Libre                                                           | Lynn Hershman Leeson            | USA, Deutschland                      |
| Untitled                                                              | Michael Glawogger, Monika Willi | Österreich, Deutschland               |

### Forum
Das Internationale Forum des Jungen Films (kurz: Forum) findet seit 1971 statt und bezeichnet sich selbst als „risikofreudigste Sektion“ der Berlinale. Präsentiert werden Dokumentar- und Spielfilme, darunter Avantgarde-, Experimental- und Essayfilme, Langzeitbeobachtungen und politische Reportagen. Zugelassen waren Filme ab einer Laufzeit von 60 Minuten. Ausländische Produktionen durften auf einem außereuropäischen Festival gezeigt, im Ursprungsland im Fernsehen ausgestrahlt oder über Video-on-Demand vertrieben worden sein. Europäischen Filmen (ausgenommen deutschen Produktionen) war es erlaubt, im Ursprungsland auf einem nationalen Festival veröffentlicht worden zu sein oder eine nationale Kinoauswertung erfahren zu haben. Sektionsleiter war Christoph Terhechte.
Die 47. Auflage des Forums zeigte 43 Filme im Hauptprogramm, darunter 29 als Welt- und zehn als internationale Premiere. Mit sechs Filmen bildete Lateinamerika einen regionalen Schwerpunkt. Parallel existiert seit 2006 das Forum Expanded, das an verschiedenen Orten in Berlin künstlerische Film- und Video-Installationen sowie Performances präsentiert. Für 2017 waren 44 Beiträge aus 21 Ländern vorgesehen, darunter 28 Filme unterschiedlicher Längen und 15 Installationen sowie eine Performance.
- 2+2=22 [The Alphabet] – Regie: Heinz Emigholz (Deutschland)
- Adiós entusiasmo (So Long Enthusiasm) – Regie: Vladimir Durán (Argentinien/Kolumbien)
- At Elske Pia (Loving Pia) – Regie: Daniel Joseph Borgmann (Dänemark)
- Aus einem Jahr der Nichtereignisse (From a Year of Non-Events) – Regie: Ann Carolin Renninger und René Frölke (Deutschland)
- Autumn, Autumn – Regie: Jang Woo-jin (Südkorea)
- Barrage – Regie: Laura Schroeder (Luxemburg/Belgien/Frankreich)
- Bickels [Socialism] – Regie: Heinz Emigholz (Deutschland/Israel)
- Casa Roshell – Regie: Camila José Donoso (Mexiko/Chile)
- Casting – Regie: Nicolas Wackerbarth (Deutschland)
- Meine glückliche Familie (Chemi bednieri ojakhi) – Regie: Nana Ekvtimishvili und Simon Groß (Georgien/Deutschland/Frankreich)
- Cuatreros (Rustlers) – Regie: Albertina Carri (Argentinien)
- Dayveon – Regie: Amman Abbasi (USA)
- Dieste [Uruguay] – Regie: Heinz Emigholz (Deutschland)
- Schräge Vögel (Drôles d’oiseaux) – Regie: Élise Girard (Frankreich)
- For Ahkeem – Regie: Jeremy Levine und Landon Van Soest (USA)
- Golden Exits – Regie: Alex Ross Perry (USA)
- Jassad gharib (Foreign Body) – Regie: Raja Amari (Tunesien/Frankreich)
- Loktak Lairembee (Lady of the Lake) – Regie: Haobam Paban Kumar (Indien)
- Maman Colonelle (Mama Colonel) – Regie: Dieudo Hamadi (Demokratische Republik Kongo/Frankreich)
- El mar la mar – Regie: J. P. Sniadecki und Joshua Bonnetta (USA)
- El mar nos mira de lejos (The Sea Stares at Us from Afar) – Regie: Manuel Muñoz Rivas (Spanien/Niederlande)
- Menashe – Regie: Joshua Z. Weinstein (USA/Israel)
- Mittsu no hikari (Three Lights) – Regie: Kohki Yoshida (Japan)
- Mon rot fai (Railway Sleepers) – Regie: Sompot Chidgasornpongse (Thailand)
- Motherland (Bayang Ina Mo) – Regie: Ramona S. Diaz (USA/Philippinen)
- Motza el hayam (Low Tide) – Regie: Daniel Mann (Israel/Frankreich)
- Mzis qalaqi (City of the Sun) – Regie: Rati Oneli (Georgien/USA/Niederlande/Katar/USA)
- Newton – Regie: Amit V. Masurkar (Indien)
- Occidental – Regie: Neïl Beloufa (Frankreich)
- Qiu (Inmates) – Regie: Ma Li (VR China)
- Rifle – Regie: Davi Pretto (Brasilien/Deutschland)
- Río Verde. El tiempo de los Yakurunas (Green River. The Time of the Yakurunas) – Regie: Alvaro Sarmiento und Diego Sarmiento (Peru)
- Shu’our akbar min el hob (A Feeling Greater than Love) – Regie: Mary Jirmanus Saba (Libanon)
- somniloquies – Regie: Verena Paravel und Lucien Castaing-Taylor (Frankreich/USA)
- Spell Reel – Regie: Filipa César (Deutschland/Portugal/Frankreich/Guinea-Bissau)
- Streetscapes [Dialogue] – Regie: Heinz Emigholz (Deutschland)
- Tamaroz (Simulation) – Regie: Abed Abest (Iran)
- El teatro de la desaparición (The Theatre of Disappearance) – Regie: Adrián Villar Rojas (Argentinien)
- Tiere (Animals) – Regie: Greg Zglinski (Schweiz/Österreich/Polen)
- Tigmi n Igren (House in the Fields) – Regie: Tala Hadid (Marokko/Katar)
- Tinselwood – Regie: Marie Voignier (Frankreich)
- Werewolf – Regie: Ashley McKenzie (Kanada)
- Yozora ha itsu demo saikou mitsudo no aoiro da (The Tokyo Night Sky Is Always the Densest Shade of Blue) – Regie: Yūya Ishii (Japan)

### Generation
Diese Berlinale-Sektion (Bis 2006 Kinderfilmfest) zeigt seit 1978 für Kinder und Jugendliche geeignete internationale Filmproduktionen. Zugelassen waren Langfilme mit einer Laufzeit von mindestens 60 Minuten und Kurzfilme mit maximal 20 Minuten Spieldauer, die innerhalb von zwölf Monaten vor Festivalbeginn fertiggestellt wurden. Ausländische Produktionen dürfen vorab auf einem außereuropäischen Festival gezeigt, im Ursprungsland im Fernsehen ausgestrahlt oder über Video-on-Demand vertrieben werden. Europäischen Filmen (ausgenommen deutschen Produktionen) ist es vorab erlaubt, im Ursprungsland, auf einem nationalen Festival bzw. expliziten Kinder- bzw. Jugendfilmfestival veröffentlicht oder eine nationale Kinoauswertung erfahren zu haben. Sektionsleiterin war Maryanne Redpath. Die ersten Beitrage wurden Anfang Januar 2017 veröffentlicht. Das vollständige Programm wurde am 13. Januar 2017 bekanntgegeben.
Als Auszeichnung wurde je ein Gläserner Bär von einer Kinder- (elf Berliner Kinder im Alter von 11 bis 14 Jahren) und Jugendjury (sieben Jugendliche zwischen 14 und 18 Jahren) an einen Spielfilm und eine Dokumentation vergeben. Separat existierte eine internationale Generation-Kplus-Jury, die vom Deutschen Kinderhilfswerk gestiftete Geldpreise für den besten Lang- und Kurzfilm vergab. Eine weitere internationale Jury vergab im Auftrag der Bundeszentrale für politische Bildung ebenfalls einen Großen Preis für den besten Langfilm und einen Spezialpreis für den besten Kurzfilm.
Als Eröffnungsfilme wurden die Spielfilme On the Road von Michael Winterbottom (14plus) und Red Dog – Mein treuer Freund von Kriv Stenders (Kplus) ausgewählt.

#### Generation 14plus
Spiel- und Dokumentarfilme:
- Almost Heaven – Regie: Carol Salter (Großbritannien)
- Ben Niao (The Foolish Bird) – Regie: Huang Ji und Ryuji Otsuka (Volksrepublik China)
- Butterfly Kisses – Regie: Rafael Kapelinski (Großbritannien)
- Ceux qui font les révolutions à moitié n’ont fait que se creuser un tombeau (Those Who Make Revolution Halfway Only Dig Their Own Graves) – Regie: Mathieu Denis und Simon Lavoie (Kanada)
- Emo the Musical – Regie: Neil Triffett (Australien)
- Freak Show – Regie: Trudie Styler (USA)
- The Inland Road – Regie: Jackie van Beek (Neuseeland)
- Krolewicz Olch (The Erlprince) – Regie: Kuba Czekaj (Polen)
- Loving Lorna – Regie: Annika Karlsson und Jessica Karlsson (Schweden)
- Mulher do pai (Nalu on the Border) – Regie: Cristiane Oliveira (Brasilien/Uruguay)
- My Entire High School Sinking into the Sea – Regie: Dash Shaw (USA)
- Não devore meu coração! (Don’t Swallow My Heart, Alligator Girl!) – Regie: Felipe Bragança (Brasilien/Niederlande/Frankreich)
- Poi E: The Story of Our Song – Regie: Tearepa Kahi (Neuseeland)
- Shkola nomer 3 (School Number 3) – Regie: Yelizaveta Smith und Georg Genoux (Ukraine/Deutschland)
- Soldado (Soldier) – Regie: Manuel Abramovich (Argentinien)
- Weirdos – Regie: Bruce McDonald (Kanada)

Kurzfilme:
- After the Smoke – Regie: Nick Waterman (Australien)
- In a Nutshell – Regie: Fabio Friedli (Schweiz)
- La prima sueca (Swedish Cousin) – Regie: Inés María Barrionuevo und Agustina San Martín (Argentinien)
- Libélula (Firefly) – Regie: José Pablo Escamilla González Aragón (Mexiko)
- Milk – Regie: Daria Vlasova (Russland/Litauen)
- Morning Cowboy – Regie: Fernando Pomares (Spanien/Frankreich)
- Sheva Dakot (Seven Minutes) – Regie: Assaf Machnes (Israel)
- Sirens – Regie: Emmanuel Trousse (Monaco) – außer Konkurrenz
- Smashed – Regie: Sean Lahiff (Australien)
- SNIP – Regie: Terril Calder (Kanada)
- The Jungle Knows You Better Than You Do – Regie: Juanita Onzaga (Belgien/Kolumbien)
- U Plavetnilo (Into the Blue) – Regie: Antoneta Alamat Kusijanovic (Kroatien/Slowenien/Schweden)
- White Riot: London – Regie: Rubika Shah (Großbritannien)
- Wolfe – Regie: Claire Randall (Australien)

#### Generation Kplus
Spiel- und Dokumentarfilme:
- Amelie rennt (alternativer Festivaltitel Mountain Miracle – An Unexpected Friendship) – Regie: Tobias Wiemann (Deutschland/Italien)
- As duas Irenes (Two Irenes) – Regie: Fabio Meira (Brasilien)
- Becoming Who I Was – Regie: Moon Chang-yong und Jeon Jin (Südkorea)
- Fridas Sommer (Estiu 1993) – Regie: Carla Simón (Spanien/Frankreich)
- Die Häschenschule – Jagd nach dem Goldenen Ei – Regie: Ute von Münchow-Pohl (Deutschland)
- Oskars Amerika (Oskar’s America) – Regie: Torfinn Iversen (Norwegen/Schweden)
- Piata Loď (Little Harbour) – Regie: Iveta Grófová (Slowakische Republik/Tschechische Republik/Ungarn)
- Primero enero (January) – Regie: Darío Mascambroni (Argentinien)
- Red Dog – Mein treuer Freund (Red Dog: True Blue) – Regie: Kriv Stenders (Australien)
- Shi Tou (Stonehead) – Regie: Xiang Zhao (Volksrepublik China)
- Tesoros – Regie: María Novaro (Mexiko)
- Überflieger – Kleine Vögel, großes Geklapper (Richard the Stork) – Regie: Toby Genkel und Reza Memari (Deutschland/Belgien/Luxemburg/Norwegen)
- Uilenbal (Owls & Mice) – Regie: Simone van Dusseldorp (Niederlande)
- Upp i det blå (Up in the Sky) – Regie: Petter Lennstrand (Schweden)
- Wallay – Regie: Berni Goldblat (Frankreich/Burkina Faso/Katar)

Kurzfilme:
- 1Minuutje natuur (1Minute of Nature) – Regie: Stefanie Visjager und Katinka Baehr (Niederlande)
- Aaba (Grandfather) – Regie: Amar Kaushik (Indien)
- Der kleine Vogel und die Raupe – Regie: Lena von Döhren (Schweiz)
- Dziedošais Hugo un viņa neticamie piedzīvojumi (Singing Hugo and His Incredible Adventures) – Regie: Reinis Kalnaellis (Lettland)
- Em busca da terra sem males (In Search of the Land Without Evil) – Regie: Anna Azevedo (Brasilien)
- Engiteng’ Narok Lukunya (Black Head Cow) – Regie: Elizabeth Nichols (USA)
- Hedgehog’s Home – Regie: Eva Cvijanovic (Kanada/Kroatien)
- Jazzoo – Regie: Adam Marko-Nord (Schweden)
- Li.le – Regie: Natia Nikolashvili (Georgien)
- Min Homosyster (My Gay Sister) – Regie: Lia Hietala (Schweden/Norwegen)
- Odd er et egg (Odd is an Egg) – Regie: Kristin Ulseth (Norwegen/Portugal)
- Promise – Regie: Xie Tian (USA)
- Sabaku – Regie: Marlies van der Wel (Niederlande)
- Terrain de jeux (Playground) – Regie: Maxence Lemonnier (Frankreich)
- The Catch – Regie: Holly Brace-Lavoie (Kanada)
- The Dress on Her – Regie: Wen Chih Yi (Taiwan)
- Vulkánsziget (Volcanoisland) – Regie: Anna Katalin Lovrity (Taiwan)
- Xalé Bu Rérr (Lost Child) – Regie: Abdou Khadir Ndiaye (Senegal)

### Perspektive Deutsches Kino
Die auf Anregung von Dieter Kosslick 2002 entstandene Sektion Perspektive Deutsches Kino präsentiert sowohl kurze als auch lange Spiel-, Dokumentar- und Experimentalfilme von deutschen Nachwuchsfilmemachern mit einer Mindestlänge von 20 min. Sie richtet sich an talentierte Regisseure, die am Beginn ihrer Laufbahn stehen. Eine vorherige Teilnahme der Beiträge an einem Filmfestival war kein Ausschlusskriterium. Sektionsleiterin ist Linda Söffker.

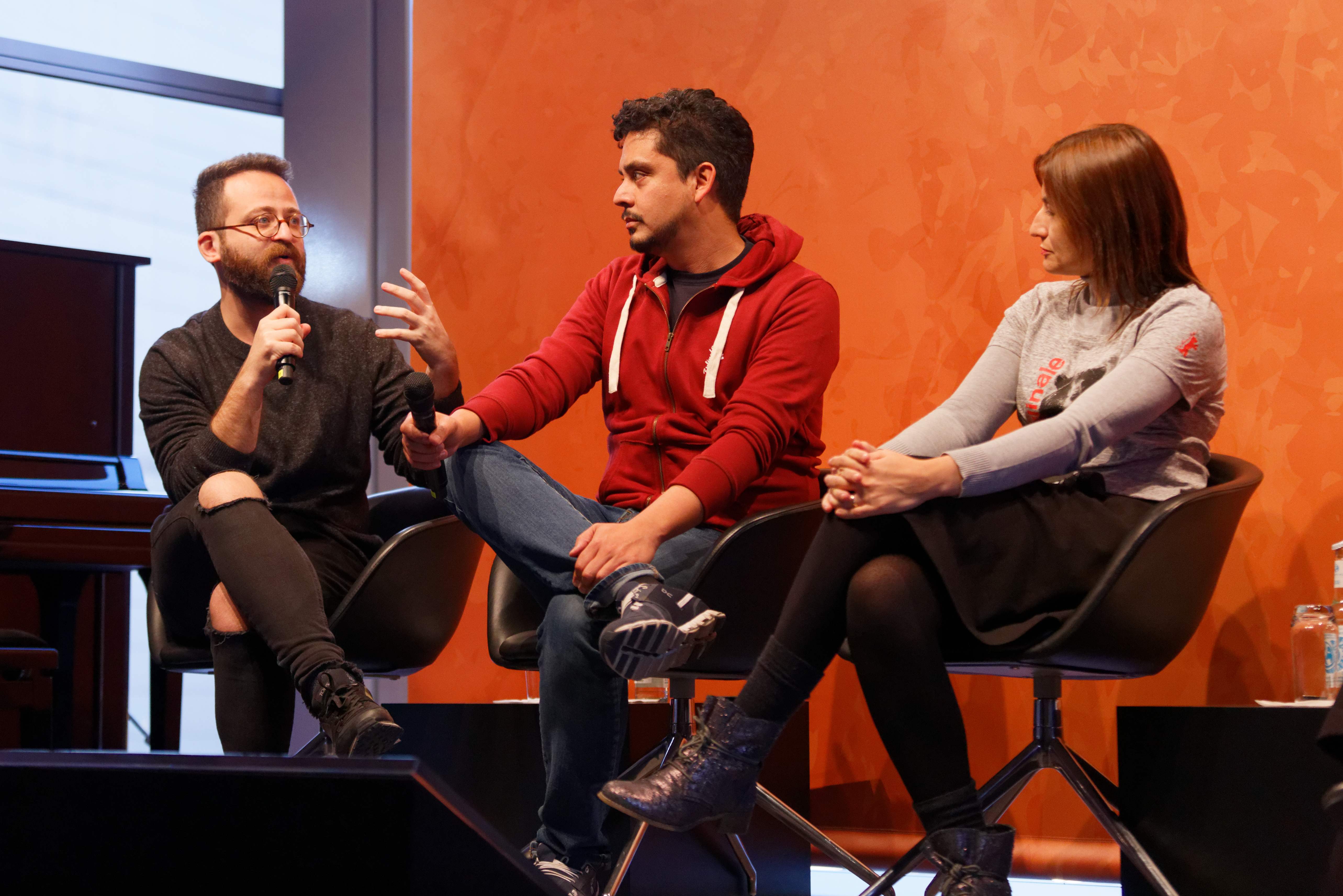
Talkrunde der GWFF-Jury in der Audi Lounge: Mahmoud Sabbagh (links) und Jayro Bustamante (Mitte)

Unter den Beiträgen wird der neu eingeführte „Kompagnon“-Förderpreis (Stipendium von 5000 Euro / 2500 Euro für Kurzfilme), der GWFF Preis Bester Erstlingsfilm (dotiert mit 50.000 Euro) und der
Glashütte Original Dokumentarfilmpreis (dotiert mit 50.000 Euro) vergeben.
Bisher eingeladene Beiträge:
- Back for Good – Regie: Mia Spengler (mit Kim Riedle, Juliane Köhler, Leonie Wesselow)
- Die beste aller Welten – Regie: Adrian Goiginger (mit Verena Altenberger, Jeremy Miliker, Lukas Miko, Michael Pink)
- Eisenkopf – Regie: Tian Dong (Dokumentarfilm)
- Final Stage – Regie: Nicolaas Schmidt (mit Aaron Hilmer, Fynn Grossmann) (Kurzfilm)
- Gabi – Regie: Michael Fetter Nathansky (mit Gisa Flake, Florian Kroop, Britta Steffenhagen, Martin Neuhaus) (Kurzfilm)
- Könige der Welt – Regie: Christian von Brockhausen und Timo Großpietsch (Dokumentarfilm)
- Kontener – Regie: Sebastian Lang (mit Joanna Drozda, Anka Graczyk)
- Mikel – Regie: Cavo Kernich (mit Jonathan Aikins)
- Millennials – Regie: Jana Bürgelin (mit Anne Zohra Berrached, Leonel Dietsche, Jan Koslowski, Anna Herrmann)
- Selbstkritik eines bürgerlichen Hundes – Regie: Julian Radlmaier (mit Julian Radlmaier, Deragh Campbell, Beniamin Forti, Kyung-Taek Lie, Ilia Korkashvili)
- Tara – Regie: Felicitas Sonvilla (mit Sasha Davydova, Leo van Kann, Lena Lauzemis)
- Die Tochter – Regie: Mascha Schilinski (mit Helena Zengel, Karsten Mielke, Artemis Chalkidou)
- Ein Weg – Regie: Chris Miera (mit Mike Hoffmann, Mathis Reinhardt)
- Zwischen den Jahren – Regie: Lars Henning (mit Peter Kurth, Karl Markovics, Catrin Striebeck, Leonardo Nigro)

### Berlinale Special
In der Sektion Berlinale Special werden außergewöhnliche Neuproduktionen gezeigt, Filme von oder über Persönlichkeiten, die mit der Berlinale Kamera ausgezeichnet werden sowie ausgewählte internationale Serien.
Filme:
- the bomb – Regie: Kevin Ford, Smriti Keshari, Eric Schlosser (USA), Experimentalfilm mit Live-Musik von The Acid
- Der junge Karl Marx (Le jeune Karl Marx) – Regie: Raoul Peck (Frankreich/Deutschland/Belgien), mit August Diehl, Stefan Konarske, Vicky Krieps, Hannah Steele, Olivier Gourmet
- La libertad del diablo (Devil’s Freedom) – Regie: Everardo González (Mexiko), Dokumentarfilm
- Maudie – Regie: Aisling Walsh (Kanada / Irland), mit Sally Hawkins, Ethan Hawke, Kari Matchett, Zachary Bennett
- Nema-ye nazdik (Close Up) – Regie: Abbas Kiarostami (Iran 1990), mit Hossain Sabzian, Mohsen Makhmalbaf, Abolfazl Ahankhah, Mehrdad Ahankhah, Monoochehr Ahankhah (Restaurierte Fassung, im Rahmen des Kulturprogramms »Die iranische Moderne« des Goethe-Instituts)
- La Reina de España (The Queen of Spain) – Regie: Fernando Trueba (Spanien), mit Penélope Cruz, Antonio Resines, Chino Darín, Cary Elwes, Mandy Patinkin, Neus Asensi, Ana Belén
- The Trial: The State of Russia vs Oleg Sentov – Regie: Askold Kurov (Estland/Polen/Tschechische Republik), Dokumentarfilm (30 Jahre European Film Academy)
- Letzte Tage in Havanna (Últimos días en La Habana) – Regie: Fernando Pérez (Kuba/Spanien), mit Jorge Martínez, Patricio Wood, Gabriela Ramos
- Die versunkene Stadt Z (The Lost City of Z) – Regie: James Gray (USA), mit Charlie Hunnam, Sienna Miller, Robert Pattinson, Tom Holland

Fernsehserien:
- 4 Blocks – Regie: Marvin Kren (Deutschland), mit Kida Khodr Ramadan, Frederick Lau, Veysel Gelin, Almila Bagriacik, Maryam Zaree, Karolina Lodyga, Oliver Masucci
- Acht Stunden sind kein Tag – Regie: Rainer Werner Fassbinder (BRD 1972 – fünfteilige Fernsehserie)
- Below The Surface – Regie: Kasper Barfoed (Dänemark / Deutschland), mit Johannes Lassen, Sara Hjort Ditlevsen, Paprika Steen
- Black Spot – Regie: Thierry Poiraud und Julien Despaux (Frankreich / Belgien), mit Suliane Brahim, Laurent Capelluto, Hubert Delattre, Samuel Jouy
- Der gleiche Himmel – Regie: Oliver Hirschbiegel (Deutschland / Tschechische Republik), mit Tom Schilling, Sofia Helin, Friederike Becht, Ben Becker, Jörg Schüttauf
- Patriot – Idee: Steve Conrad (USA / Tschechische Republik), mit Michael Dorman, Kurtwood Smith, Michael Chernus, Kathleen Munroe, Aliette Opheim, Chris Conrad, Terry O’Quinn
- SS-GB – Regie: Philipp Kadelbach (Großbritannien), mit Sam Riley, Kate Bosworth, Lars Eidinger, James Cosmo, Rainer Bock, Maeve Dermody, Aneurin Barnard, Jason Flemyng

### Einführungen neuer Dokumentarfilm-Preise
Neuerungen 2017 sind die Einführungen eines dotierten Dokumentarfilmpreises und des ebenfalls für Dokumentarfilme vorgesehenen „Kompagnon“–Förderpreises.
Für den Dokumentarfilmpreis qualifizieren sich Dokumentarbeiträge aus den Sektionen Wettbewerb, Panorama, Forum, Generation, Berlinale Special, Perspektive Deutsches Kino sowie der Sonderreihe Kulinarisches Kino. Er ist mit 50.000 Euro dotiert, gestiftet von Glashütte Original, und wird von einer dreiköpfigen Jury vergeben (das Preisgeld teilen sich Regisseur und Produzent des ausgezeichneten Films). Mit dem gemeinsam von den Reihen Berlinale Talents und Perspektive Deutsches Kino initiierten „Kompagnon“–Förderpreis sollen jährlich zwei in Deutschland lebende Regisseure und Drehbuchautoren künstlerisch gefördert und in ihrer beruflichen Entwicklung begleitet werden. Die Jury für den „Kompagnon“-Förderpreis besteht aus Sigrid Hörner, Feo Aladağ und Johannes Naber.

### Retrospektive und Berlinale Classics
Seit 1977 werden in Zusammenarbeit mit der Deutschen Kinemathek filmhistorische Retrospektiven auf der Berlinale veranstaltet. 2017 wird sich die Retrospektive unter dem Titel „Future Imperfect. Science · Fiction · Film“ dem Science-Fiction-Film widmen. Sie wurde von der Ausstellung „Things to Come. Science · Fiction · Film“ inspiriert, die die Deutsche Kinemathek von Juni 2016 bis April 2017 veranstaltet. Die Retrospektive nimmt „[…] die Geschichte des Genres in den Blick und zeigt cineastische Vorstellungswelten auch aus Ländern wie Dänemark, Japan, Polen oder der Tschechoslowakei“, so Rainer Rother, Leiter der Retrospektive und Künstlerischer Direktor der Deutschen Kinemathek.
Daneben werden in der Reihe Berlinale Classics neue Restaurierungen von Filmklassikern und wiederentdeckte Werke ins Programm genommen. Folgende digital restaurierte Fassungen wurden ins Programm aufgenommen:
- Avanti Popolo – Regie: Rafi Bukaee (Israel, 1986)
- Der Stadtneurotiker (Annie Hall) – Regie: Woody Allen (USA, 1977)
- Hetzjagd in Canoa (Canoa) – Regie: Felipe Cazals (Mexiko, Großer Preis der Jury 1976)
- Maurice – Regie: James Ivory (Großbritannien, 1987)
- Die Nacht der lebenden Toten (Night of the Living Dead) – Regie: George A. Romero (USA, 1968)
- Schwarzer Kies – Regie: Helmut Käutner (BRD, 1961)
- Terminator 2 – Tag der Abrechnung 3D (Terminator 2: Judgment Day 3D) – Regie: James Cameron (USA/Frankreich, 1991)

## Preisträger
Internationaler Wettbewerb
- Goldener Bär: Körper und Seele (Testről és lélekről) von Ildikó Enyedi
- Silberner Bär – Großer Preis der Jury: Félicité von Alain Gomis
- Alfred-Bauer-Preis: Agnieszka Holland für Die Spur (Pokot)
- Silberner Bär – Beste Regie: Aki Kaurismäki (Die andere Seite der Hoffnung)
- Silberner Bär – Beste Darstellerin: Kim Min-hee (Bamui Haebyeon-eoseo Honja)
- Silberner Bär – Bester Darsteller: Georg Friedrich (Helle Nächte)
- Silberner Bär – Bestes Drehbuch: Sebastián Lelio und Gonzalo Maza (Una mujer fantástica)
- Silberner Bär – Herausragende künstlerische Leistung: Dana Bunescu (Ana, mon amour)

Berlinale Shorts
- Goldener Bär für den besten Kurzfilm: Cidade Pequena von Diogo Costa Amarante
- Silberner Bär – Preis der Jury: Ensueño en la Pradera von Esteban Arrangoiz Julien
- Audi-Kurzfilmpreis: Street of Death von Karam Ghossein
- Berlinale-Nominierung für den Europäischen Filmpreis:
- Lobende Erwähnung: Centauro von Nicolás Suárez

Dokumentarfilm
- Bester Dokumentarfilm: Geisterjagd (Istiyad Ashbah / Ghost Hunting) von Raed Andoni

Erstlingsfilm
- Bester Erstlingsfilm: Fridas Sommer (Estiu 1993) von Carla Simón

Generation
- Gläserner Bär für den besten Spielfilm: Butterfly Kisses von Rafael Kapelinski

- Lobende Erwähnung: Ceux qui font les révolutions à moitié n’ont fait que se creuser un tombeau von Mathieu Denis, Simon Lavoie

- Gläserner Bär für den besten Kurzfilm: Wolfe von Claire Randall

- Lobende Erwähnung: SNIP von Terril Calder

- Großer Preis der Internationalen Jury von Generation 14plus für den besten Film: Shkola nomer 3 (School Number 3) von Yelizaveta Smith und Georg Genoux

- Lobende Erwähnung: Ben Niao (The Foolish Bird) von Huang Ji und Ryuji Otsuka

- Spezialpreis der Internationalen Jury von Generation 14plus für den Besten Kurzfilm: The Jungle Knows You Better Than You Do von Juanita Onzaga

- Lobende Erwähnung: U Plavetnilo (Into the Blue) von Antoneta Alamat Kusijanović

Perspektive Deutsches Kino
- Kompass-Perspektive-Preis: Die beste aller Welten von Adrian Goiginger
- Sonderpreis der Jury: Final Stage von Nicolaas Schmidt

Unabhängige Jurys
- FIPRESCI-Preis: Körper und Seele (Testről és lélekről) von Ildikó Enyedi (Wettbewerb), Pendular von Júlia Murat (Panorama), A Feeling Greater Than Love von Mary Jirmanus Saba (Forum)
- Teddy Award für den besten Spielfilm mit LGBT-Bezug: Eine fantastische Frau (Una mujer fantástica) von Sebastián Lelio
- Panorama Publikumspreis
  - Bester Spielfilm: Innen Leben von Philippe Van Leeuw
  - Bester Dokumentarfilm: I Am Not Your Negro von Raoul Peck
- Amnesty International Prize: Devil’s Freedom von Everardo González
- Preis der Ökumenischen Jury: Testről és lélekről von Ildikó Enyedi (Wettbewerb), Investigating Paradise von Merzak Allouache (Panorama), Mama Colonel von Dieudo Hamadi (Forum)
- Leserpreis der Berliner Morgenpost: Testről és lélekről von Ildikó Enyedi (Spielfilm)
- Leserpreis des Tagesspiegels: Mama Colonel von Dieudo Hamadi (Dokumentarfilm)
- Kompagnon-Förderpreise: Systemsprenger von Nora Fingscheidt (Berlinale Talents 2017), Der grüne Wellensittich von Levin Peter und Elsa Kremser (Perspektive Deutsches Kino 2016)[39]

Ehrenpreise
- Goldener Ehrenbär: Milena Canonero
- Berlinale Kamera: Nansun Shi, Geoffrey Rush und Samir Farid